# 1980年モスクワオリンピックの東ドイツ選手団
1980年モスクワオリンピックの東ドイツ選手団（1980ねんモスクワオリンピックのひがしドイツせんしゅだん）は、1980年7月19日から8月3日にかけてソビエト連邦の首都モスクワで開催された1980年モスクワオリンピックの東ドイツ選手団、およびその競技結果。

## 概要
今大会は金メダル47個、銀メダル37個、銅メダル42個の合計126個のメダルを獲得した。

## メダル
| メダル | 選手名                                                                                              | 競技   | 種目                       |
| ------ | --------------------------------------------------------------------------------------------------- | ------ | -------------------------- |
| 金     | ワルデマール・チェルピンスキー                                                                      | 陸上   | 男子マラソン               |
| 金     | トーマス・ムンケルト                                                                                | 陸上   | 男子110mハードル           |
| 金     | フォルカー・ベック                                                                                  | 陸上   | 男子400mハードル           |
| 金     | ハートヴィッヒ・ガウダー                                                                            | 陸上   | 男子50km競歩               |
| 金     | ゲルト・ベッシク                                                                                    | 陸上   | 男子走高跳                 |
| 金     | ルッツ・ドンブロウスキー                                                                            | 陸上   | 男子走幅跳                 |
| 金     | ベーベル・ヴェッケル                                                                                | 陸上   | 女子200m                   |
| 金     | マリタ・コッホ                                                                                      | 陸上   | 女子400m                   |
| 金     | ロミー・ミューラー ベーベル・ヴェッケル イングリット・アウアースバルト マルリース・ゲール           | 陸上   | 女子4×100mリレー           |
| 金     | イローナ・スルピアネク                                                                              | 陸上   | 女子砲丸投                 |
| 金     | エベリン・ヤール                                                                                    | 陸上   | 女子円盤投                 |
| 金     | ヨルク・ボイテ                                                                                      | 競泳   | 男子100m自由形             |
| 金     | バーバラ・クラウゼ                                                                                  | 競泳   | 女子100m自由形             |
| 金     | バーバラ・クラウゼ                                                                                  | 競泳   | 女子200m自由形             |
| 金     | イネス・ディールス                                                                                  | 競泳   | 女子400m自由形             |
| 金     | リカ・ライニシュ                                                                                    | 競泳   | 女子100m背泳ぎ             |
| 金     | リカ・ライニシュ                                                                                    | 競泳   | 女子200m背泳ぎ             |
| 金     | ウテ・ゲベニガー                                                                                    | 競泳   | 女子100m平泳ぎ             |
| 金     | カレン・メチュク                                                                                    | 競泳   | 女子100mバタフライ         |
| 金     | イネス・ガイスラー                                                                                  | 競泳   | 女子200mバタフライ         |
| 金     | ペトラ・シュナイダー                                                                                | 競泳   | 女子400m個人メドレー       |
| 金     | バーバラ・クラウゼ カレン・メチュク イネス・ディールス サリナ・フルセンベック                       | 競泳   | 女子4×100m自由形リレー     |
| 金     | リカ・ライニシュ ウテ・ゲベニガー アンドレア・ポラック カレン・メチュク                             | 競泳   | 女子4×100mメドレーリレー   |
| 金     | ルッツ・ヘスリッヒ                                                                                  | 自転車 | 男子スプリント             |
| 金     | ロター・トムス                                                                                      | 自転車 | 男子1000mタイムトライアル  |
| 金     | ディートマー・ローレンツ                                                                            | 柔道   | 男子無差別級               |
| 銀     | ユルゲン・シュトラウプ                                                                              | 陸上   | 男子1500m                  |
| 銀     | クラウス・ティーレ アンドレアス・クネーベル フランク・シャファー フォルカー・ベック                 | 陸上   | 男子4×400mリレー           |
| 銀     | フランク・パシュク                                                                                  | 陸上   | 男子走幅跳                 |
| 銀     | マルリース・ゲール                                                                                  | 陸上   | 女子100m                   |
| 銀     | クリスティアン・バルテンベルク                                                                      | 陸上   | 女子1500m                  |
| 銀     | ヨハンナ・クリール                                                                                  | 陸上   | 女子100mハードル           |
| 銀     | ガブリエレ・レーヴェ バーバラ・クルーク クリスティナ・ブレーマー マリタ・コッホ                     | 陸上   | 女子4×400mリレー           |
| 銀     | ブリジット・ヴーヤク                                                                                | 陸上   | 女子走幅跳                 |
| 銀     | ロガー・ピッテル                                                                                    | 競泳   | 男子100mバタフライ         |
| 銀     | フランク・プフッツェ ヨルク・ボイテ デトレフ・グラブス ライナー・スタインバッハ                     | 競泳   | 男子4×200m自由形リレー     |
| 銀     | カレン・メチュク                                                                                    | 競泳   | 女子100m自由形             |
| 銀     | イネス・ディールス                                                                                  | 競泳   | 女子200m自由形             |
| 銀     | ペトラ・シュナイダー                                                                                | 競泳   | 女子400m自由形             |
| 銀     | イネス・ディールス                                                                                  | 競泳   | 女子800m自由形             |
| 銀     | イナ・クレバー                                                                                      | 競泳   | 女子100m背泳ぎ             |
| 銀     | コルネリア・ポリト                                                                                  | 競泳   | 女子200m背泳ぎ             |
| 銀     | アンドレア・ポラック                                                                                | 競泳   | 女子100mバタフライ         |
| 銀     | ジビレ・シェーンロック                                                                              | 競泳   | 女子200mバタフライ         |
| 銀     | ファルク・ボーデン ベルント・ドローガン オラフ・ルードヴィッヒ ハンス・ヨアヒム・ハルトニック       | 自転車 | 男子チームタイムトライアル |
| 銀     | ゲラルト・モルターク ウーヴェ・ウンターヴァルダー マティアス・ヴィーガント フォルカー・ヴィンクラー | 自転車 | 男子4000m団体追い抜き      |
| 銅     | フランク・シャファー                                                                                | 陸上   | 男子400m                   |
| 銅     | ロナルト・ウィーザー                                                                                | 陸上   | 男子20km競歩               |
| 銅     | イェルク・フライムート                                                                              | 陸上   | 男子走高跳                 |
| 銅     | ウド・バイヤー                                                                                      | 陸上   | 男子砲丸投                 |
| 銅     | ヴォルフガング・ハニッシュ                                                                          | 陸上   | 男子やり投                 |
| 銅     | イングリット・アウアースバルト                                                                      | 陸上   | 女子100m                   |
| 銅     | クリスティナ・ラタン                                                                                | 陸上   | 女子400m                   |
| 銅     | ユッタ・キルスト                                                                                    | 陸上   | 女子走高跳                 |
| 銅     | マルギッタ・プフェ                                                                                  | 陸上   | 女子砲丸投                 |
| 銅     | ウーテ・ホンモラ                                                                                    | 陸上   | 女子やり投                 |
| 銅     | ロガー・ピッテル                                                                                    | 競泳   | 男子200mバタフライ         |
| 銅     | イネス・ディールス                                                                                  | 競泳   | 女子100m自由形             |
| 銅     | カルメラ・シュミット                                                                                | 競泳   | 女子200m自由形             |
| 銅     | カルメラ・シュミット                                                                                | 競泳   | 女子400m自由形             |
| 銅     | ハイケ・デーネ                                                                                      | 競泳   | 女子800m自由形             |
| 銅     | ペトラ・リーデル                                                                                    | 競泳   | 女子100m背泳ぎ             |
| 銅     | ビルギット・トライバー                                                                              | 競泳   | 女子200m背泳ぎ             |
| 銅     | クリスチャン・クナッケ                                                                              | 競泳   | 女子100mバタフライ         |
| 銅     | カール＝ハインツ・レーマン                                                                          | 柔道   | 男子71kg以下級             |
| 銅     | ハラルト・ハインケ                                                                                  | 柔道   | 男子78kg以下級             |
| 銅     | デトレフ・ウルチ                                                                                    | 柔道   | 男子86kg以下級             |
| 銅     | ディートマー・ローレンツ                                                                            | 柔道   | 男子95kg以下級             |